# Port Royale 2
| Системные требования    | Системные требования           | Системные требования           |
| ----------------------- | ------------------------------ | ------------------------------ |
|                         | Рекомендации                   |                                |
| Wintel                  |                                |                                |
| ОС                      | Windows 98/ME/2000/XP          | Windows 98/ME/2000/XP          |
| ЦПУ                     | Pentium III 700 MГц            | Pentium III 700 MГц            |
| Объём ОЗУ               | 256 Мб ОЗУ                     | 256 Мб ОЗУ                     |
| Место на диске          | 800 МБ на диске                | 800 МБ на диске                |
| Информационный носитель | 24-x CD-ROM                    | 24-x CD-ROM                    |
| Видеокарта              | поддержка DirectX 9, 32 Мб ОЗУ | поддержка DirectX 9, 32 Мб ОЗУ |
| Устройства ввода        | клавиатура, мышь               | клавиатура, мышь               |

Port Royale 2 (с англ. — «Порт Рояль 2») — экономический симулятор 2004 года, действие которого происходит в XVII веке в колониальной Америке. Разработчик немецкая фирма Ascaron Entertainment. Основополагающий принцип игры схож с такими классиками жанра, как, например, Patrician 3: The Rise of the Hanse.
В отличие от Port Royale, во второй части нет мультиплеера. Кроме того, в Порт Рояль 2 больше не существует границ роста Вашего бизнеса. Правда, существует ограничение по званию — Хозяин морей.

## Геймплей
Прежде чем приступить к игре, игрок должен выбрать свою страну: Испания, Англия, Голландия или Франция. Ловкой торговлей, пиратством или выполнением заданий — этими путями зарабатываются деньги. Кроме того, в городах игрок может строить предприятия, такие, как, например, ткацкие фабрики, мясные фермы, плантации конопли, хлопка, сахарной свеклы или табака, кирпичные заводы, лесопилки, плантации пшеницы и фруктов, винодельни, заводы по производству красителей и канатов.
Надо заметить, что в игре 5 типов товаров — товары первой необходимости, сырьё, готовые товары, колониальные и импортные товары. Чем больше становится город, тем в большем количестве разных товаров он нуждается.
По ходу роста капитала игрока меняется его звание. От звания зависит, сколько можно нанять капитанов, лицензии на строительство в скольких городах можно получить, а также поручат ли игроку то или иное задание.
Кульминацией игры являются миссии от вице-королей по захвату вражеских городов, выполнив которые игрок получает земельный надел — собственный город. За захват двух городов вам даётся свой город с доступной территорией 25 %, то есть чтобы получить все земли вашего города необходимо захватить 8 городов. Когда вы захватываете резиденцию вице-короля, он «переезжает» в другой город. У каждой страны должно остаться хотя бы по одному городу для дальшейшего существования.

## Отзывы
| Сводный рейтинг | Сводный рейтинг |
| Агрегатор       | Оценка          |
| --------------- | --------------- |
| GameRankings    | 74,41 %         |